# Székely Ferenc (néprajzkutató)
Székely Ferenc (Pusztakamarás, 1951. június 5. –) erdélyi magyar néprajzi író, helytörténész, lapszerkesztő. A Kolozsvári Kriza János Néprajzi Társaság alapító tagja (1990).

## Élete
Az elemit Pusztakamaráson, gimnáziumi tanulmányait Mócson (Kolozs megye) végezte (1966), majd Székelyudvarhelyen a Mezőgazdasági Szaklíceumban szerzett diplomát 1970-ben. Széken, Ákosfalván, Havadon, Vadasdon és Erdőszentgyörgyön dolgozott, utóbbi helyen iskolai ügyintézőként az általános iskolában. 2005. január 1-től 2016-ig, nyugdíjazásáig, az erdőszentgyörgyi líceum könyvtárosa.
Kutatási területe: tárgyi és szellemi néprajz, irodalomtörténet, Sütő András életműve, beszélgetés kortárs jeles személyiségekkel.

## Munkássága
1970-ben jelent meg első irodalmi jellegű írása a Hargita c. napilapban Elekes Józseffel közösen. Első tanulmányát 1982-ben a Korunk közölte Igényváltozások a vadasdi elsőházban és lakóházban címmel, s témaválasztását később is ez a kapcsolat határozta meg: Vadriasztás a marosszéki Vadasdon (Népismereti Dolgozatok, 1983); Szőlőhegyek, szüretek, borok és bálok két erdélyi faluban (Néprajzi Látóhatár, 1993); A fa hasznosítása Vadasdon (KJNT Évkönyv, Kolozsvár, 1994); Népi gyűjtögetés Vadasdon (KJNT Évkönyv, 1998). A gegesi húsvéti zöldágazás és legényavatás szokásáról a Néprajzi Látóhatár 2001-es évfolyamában közölt tanulmányt. A Népújság 1997–98-ban az esztendő jeles napjaihoz kötődő szokásokat, 2001–2002-ben népi humort, tréfás történeteket közölt. 1991–95 között több díjat is nyert a budapesti Magyar Néprajzi Társaság országos néprajz- és nyelvjárásgyűjtő pályázatain. Szerkesztője az Erdőszentgyörgyi Figyelőnek és a Havadon időszakosan megjelenő Kolompszó című lapnak. Verseit a magyar sajtó és az irodalmi portálok közlik.
1999-ben jelent meg Székelyudvarhelyen Jeles napok, ünnepek, szokások Vadasdon című kötete. A kötetben Vadasdon kívül három közeli falu, Geges, Siklód és Székelyszenterzsébet adatait is felhasználja, rámutatva azokra a kölcsönhatásokra, amelyek a falu szokásrendszerének kialakulásában játszottak szerepet. A naptár által előírt szokások mellett a falu életének jellegzetes eseményeit (vásárok, bálok, pásztorfogadás, táncos kaláka, sorozás, lakodalom, temetés) is leírja.
Alapító tagja a Kriza János Néprajzi Társaságnak (1990. 03. 18.), tagja a Magyar Néprajzi Társaságnak (1994), MÚRE-nak (2019) és az erdőszentgyörgyi Bodor Péter Művelődési Egyesületnek (2002).

## Díjak, elismerések
- Magyar Arany Érdemkereszt, 2021

## Kötetei
- Jeles napok, ünnepek, szokások Vadasdon. Néprajz; Erdélyi Gondolat, Székelyudvarhely, 1999
- Vadasdi krónika. Helytörténet; Vadasd, 2000
- Népi gazdálkodás Havadon (társsz. Nagy Ödön, Gegesi László János). Néprajz; Kriterion, Kolozsvár, 2002
- Krumplitábornok sosem esett el. Népi humor, igaz történetek, irodalmi anekdoták; Erdélyi Gondolat, Székelyudvarhely, 2006
- Tréfál a székely góbé. Erdélyi népi elbeszélések, anekdoták, igaz történetek Széktől a Gyimesekig. (társsz. Nagy Olga, Ráduly János, Tankó Gyula ); Erdélyi Gondolat, Székelyudvarhely, 2007
- Nyolcvan nyugtalan esztendő. Születésnapi megemlékezés Sütő Andrásról Marosvásárhelyen és Pusztakamaráson 2007 júniusában. (összeáll.); Marosvásárhely, 2008
- Vadasdi krónika — írásban és képekben. Helytörténet, Marosvásárhely, 2010
- Templomra szállt bánatmadár. Pusztakamarási magyarok. (összeáll.); Néprajz, helytörténet, Kriterion, Kolozsvár, 2011
- Népi építészet és térkihasználás Havadon. Néprajz; SilverTek,  Marosvásárhely, 2012
- A megmentett hűség. A Hazanéző vonzásában. 25 sóvidéki interjú; Firtos Művelődési Egylet, Korond – Székelyudvarhely, 2012
- Sápadt fényben gyertya ég. Naplójegyzetek Sütő András utolsó éveiről; Mentor, Marosvásárhely, 2013
- A szülőföld ölében. Beszélgetés tíz magyar íróval; Üveghegy, Százhalombatta, 2014
- Harangszó a szélben. Születésnapi beszélgetések; Üveghegy, Százhalombatta, 2015
- Károly herceg látogatása Erdőszentgyörgyön. Helytörténet; Erdőszentgyörgy, 2015
- Égbe nyúló kapaszkodó. Születésnapi beszélgetések; Üveghegy, Százhalombatta, 2015
- Őrhelyen gyújtott jeltüzek. Születésnapi beszélgetések; Üveghegy, Százhalombatta, 2016
- Élet-kalangyák. Születésnapi beszélgetések; Üveghegy, Százhalombatta, 2017
- Otthoni szeretettel. Cikkek, levelek, visszaemlékezések; előszó Bertha Zoltán; Üveghegy, Százhalombatta, 2017
- Tegye szerdára! Erdélyi humoros történetek és irodalmi anekdoták; Üveghegy, Százhalombatta, 2018
- A sas visszatér. Születésnapi beszélgetések; Üveghegy, Százhalombatta, 2018
- Aranypénz. Születésnapi beszélgetések; Üveghegy, Százhalombatta, 2019
- Távolban egy fehér torony. Születésnapi beszélgetések; Üveghegy, Százhalombatta, 2020
- Vadasd és vidéke. Néprajzi és helytörténeti tanulmányok; Üveghegy, Százhalombatta, 2020
- Istók Sándor – Nagy Ákos – Pozsony Ferenc – Székely Ferenc: A pusztakamarási Családkönyv. 300 év 700 magyar családja; Művelődés, Kolozsvár, 2020
- Egyszer úgyis boldogok leszünk. Születésnapi beszélgetések; Üveghegy, Százhalombatta, 2021
- Csillagösvényen. Születésnapi beszélgetések; Üveghegy, Százhalombatta, 2022
- Égbe nyúló hegyek. Születésnapi beszélgetések; Üveghegy, Százhalombatta, 2023
- Levelek itthonról és a (nagy)világból. 50 év levelei kutatásokról, életpályákról, eseményekről és közérzetekről; Üveghegy, Százhalombatta, 2024